# Île Plane (mer de Chine méridionale)
Pour les articles homonymes, voir Île Plane.
L'île Plane, également connue sous le nom d'île de Patag (en anglais Flat Island, en philippin Pulo ng Patag, en vietnamien Đảo Bình Nguyên, en mandarin Fèixìn Dǎo (en sinogramme traditionnel 費信島/费信岛)), est la deuxième plus petite des îles Spratleys naturelles. Elle a une superficie de 0,57 hectare (5 700 m2) et se trouve à environ 10 kilomètres au nord de l'Île Nanshan occupée par les Philippines, toutes deux situées sur le vaste mais autrement submergé banc de l'île Plane au nord-est de Dangerous Ground.
C'est la sixième plus grande des îles Spratleys occupées par les Philippines depuis 1974 et est administrée par les Philippines dans le cadre de la municipalité de Kalayaan, province de Palawan.
L'île est également revendiquée par la république populaire de Chine, la république de Chine (Taïwan) et le Viêt Nam.

## Environnement
L'île est une caye basse, plate et sablonneuse de 240 mètres sur 90 mètres et est sujette à l'érosion. Elle change de forme selon les saisons. L'accumulation de sable dépend en grande partie de la direction des vents dominants et des vagues ; elle a pris une forme allongée depuis quelques années, la forme d'un croissant de lune depuis quelques années, et la forme d'une lettre « S ». Comme la caye Lankiam, elle est dépourvue de toute végétation. Aucune source d'eau souterraine n'a été trouvée dans la zone.

## Occupation philippine
Actuellement, l'île sert d'avant-poste d'observation militaire et est gardée par des soldats philippins stationnés sur l'île voisine de Lawak. Les soldats visitent régulièrement l'île, et elle est gardée sous observation depuis une grande structure sur l'île de Lawak.
En août 2011, les Philippine Navy Seabees (Naval Combat Engineer Brigade) ont terminé la construction d'une deuxième structure en forme d'obus en étoile destinée à abriter et à protéger les troupes.
La Garde côtière philippine a construit 5 phares dans la région, dont un sur l'île Plane.